# Comuna Velîkîi Obzîr, Kamin-Kașîrskîi
Velîkîi Obzîr (în ucraineană Великий Обзир) este o comună în raionul Kamin-Kașîrskîi, regiunea Volînia, Ucraina, formată din satele Malîi Obzîr, Stobîhva și Velîkîi Obzîr (reședința).

## Demografie
Componența lingvistică a satului Velîkîi Obzîr
     Ucraineană (99,54%)
     Alte limbi (0,47%)
Conform recensământului din 2001, majoritatea populației satului Velîkîi Obzîr era vorbitoare de ucraineană (99,54%), existând în minoritate și vorbitori de alte limbi.